# Campionati mondiali juniores di bob 1995
I Campionati mondiali juniores di bob 1995, nona edizione della manifestazione organizzata dalla Federazione Internazionale di Bob e Skeleton, si sono disputati a Lillehammer, in Norvegia, sull'omonima pista olimpica, il tracciato sul quale si svolsero le competizioni del bob e dello slittino ai Giochi di Lillehammer 1994. La località norvegese situata nella contea di Innlandet ha quindi ospitato le competizioni mondiali di categoria per la prima volta nel bob a due uomini e nel bob a quattro.

## Risultati

### Bob a due uomini
La gara si è disputata nell'arco di due manches.
| Pos. | Atleti                             | Nazione  |
| ---- | ---------------------------------- | -------- |
|      | René Spies Thomas Platzer          | Germania |
|      | Arnfinn Kristiansen Bjarne Røyland | Norvegia |
|      | nd                                 | nd       |
| ...  | ...                                | ...      |
| 6    | Adrian Gaberthüel nd               | Svizzera |
| ...  | ...                                | ...      |

### Bob a quattro
La gara si è disputata nell'arco di due manches.
|     | nd Oliver Felsen nd                           | Germania |     |     |
|     | André Lange Lars Behrendt Christoph Heyder nd | Germania |     |     |
|     | Arnfinn Kristiansen Bjarne Røyland nd         | Norvegia |     |     |
| 4   | Adrian Gaberthüel nd                          | Svizzera |     |     |
| ... | ...                                           | ...      | ... | ... |

## Medagliere[1]
| Posizione | Nazione  | Oro | Argento | Bronzo | Totale |
| --------- | -------- | --- | ------- | ------ | ------ |
| 1         | Germania | 2   | 1       | 0      | 3      |
| 2         | Norvegia | 0   | 1       | 1      | 2      |
| Totale    | Totale   | 2   | 2       | 1      | 5      |